# Boydara
Boydara är ett vattendrag i Armenien. Det ligger i den centrala delen av landet, 90 kilometer öster om huvudstaden Jerevan.
Trakten runt Boydara består i huvudsak av gräsmarker. Runt Boydara är det ganska tätbefolkat, med 72 invånare per kvadratkilometer.